# Dirk-Martin Christian
Dirk-Martin Christian (* 1962 in Bonn) ist ein deutscher Verwaltungsjurist und Ministerialbeamter im sächsischen Staatsdienst. Er ist seit 1. Juli 2020 Präsident des Landesamtes für Verfassungsschutz Sachsen.

## Werdegang
Christian studierte von 1983 bis 1989 an der Universität Bonn Rechtswissenschaften. Sein Referendariat leistete er von 1990 bis 1993 im Bezirk des Oberlandesgerichts Köln. Im Anschluss wechselte er in den Dienst des Freistaates Sachsen und war bis 1997 beim Regierungspräsidium Dresden als Referatsleiter für Ausländer- und Staatsangehörigkeitsrecht sowie für Kommunal- und Sparkassenwesen beschäftigt. Im Jahre 1997 ging er als Referent für Personalangelegenheiten der Lehrer zum Sächsischen Staatsministerium für Kultus. Noch im selben Jahr übernahm er eine Referentenstelle für Kommunalverfassungsrecht beim Sächsischen Staatsministerium des Innern. Zwischen 1998 und 2006 war er erneut Referatsleiter für Kommunal- und Sparkassenwesen beim Regierungspräsidium Dresden.
Ab 2007 war Christian beim Landesamt für Verfassungsschutz Sachsen als Leiter der Zentralabteilung tätig. Im Jahre 2012 wechselte er als Referatsleiter Kommunale Finanzen und Kommunalabgabenrecht zum Innenministerium. Im Februar 2019 wurde er auf die Stelle des Referatsleiters Verfassungsschutz und Geheimschutz im Staatsministerium des Innern umgesetzt. In dieser Position übte er die Fachaufsicht über das Landesamt für Verfassungsschutz aus. Er lehnte es ab, die Pegida zum Beobachtungsfall des Sächsischen Verfassungsschutzes zu erklären. Christian ordnete 2020 die Löschung von Daten von Abgeordneten der Alternative für Deutschland (AfD) an, darunter vier Landtagsabgeordneten, eines Europaabgeordneten sowie drei Bundestagsabgeordneten, einschließlich des Parteivorsitzenden Tino Chrupalla. Der damalige Verfassungsschutzpräsident Gordian Meyer-Plath widersetzte sich dieser Anweisung über mehrere Wochen. Christian hielt die Löschung wegen des besonderen Schutzes von Mandatsträgern für erforderlich.
Mit Kabinettsbeschluss vom 30. Juni 2020 wurde Meyer-Plath abgesetzt und Dirk-Martin Christian zum Präsidenten des Landesamtes für Verfassungsschutz Sachsen ernannt. Mit dem Führungswechsel beim Landesamt für Verfassungsschutz soll nach Aussage des Innenministers Roland Wöller wirksamer gegen extremistische Bestrebungen vorgegangen werden, um dem Extremismus im Freistaat Sachsen den Boden zu entziehen. Im Mai 2021 stufte der sächsische Verfassungsschutz unter Christians Führung die Pegida-Bewegung als „erwiesen extremistische Bestrebung“ ein. Der Verfassungsschutzpräsident äußerte, er halte das Eindringen des rechtsextremistischen Gedankenguts in die Mitte der Gesellschaft durch Pegida auf Dauer für eine ernst zu nehmende Gefahr für die Gesellschaftsordnung.

## Herausgeberschaften
Dirk-Martin Christian war zusammen mit Helmut Weidelener Herausgeber der Loseblattsammlung Kommunalrecht in Sachsen. Rechtssammlung mit Erläuterungen für die kommunale Praxis.